# 2006年民主進步黨主席補選
2006年民主進步黨主席補選，正式名稱為民主進步黨第十一屆第二次主席補選，是民主進步黨自1998年第八屆黨主席選舉以來所舉辦的第四次黨員直選黨主席，因為民進黨在2005年中華民國地方公職人員選舉慘敗後，當時的黨主席蘇貞昌為了表示負責即宣佈辭去黨主席一職。
是次選舉一開始表態參選的人不少：有甫辭去總統府秘書長的游錫堃、立法委員林重謨、蔡啟芳、蔡同榮等人，甚至還有立法委員侯水盛要求剛連任嘉義縣縣長的陳明文出馬角逐黨魁。後來在代理主席呂秀蓮宣佈不參選下屆黨主席後，林重謨及蔡啟芳也紛紛退出選舉。最後在登記截止最後一天，由前任主席林義雄所勸進而出馬的翁金珠臨門一腳登記參選，加上蔡同榮及游錫堃，形成三人參選民主進步黨主席的場面。於2006年1月15日投票。

## 候選人背景
各參選人已於2005年12月22日抽籤，下即按照號碼排列：
- 1號游錫堃：曾任宜蘭縣縣長、民進黨秘書長、行政院院長、總統府秘書長。
- 2號蔡同榮：曾任台獨聯盟主席、民視董事長、立法委員、民進黨中常委。
- 3號翁金珠：曾擔任立委、彰化縣縣長。

## 派系奧援
- 蔡同榮有福利國連線及謝系人馬相挺，游錫堃則有正義連線及蘇系人士暗助。
- 部份人士認為：游錫堃的參選，背後與總統陳水扁、前黨主席蘇貞昌的支持有關。
- 退出新潮流系的翁金珠雖無派系奧援，卻有前黨主席林義雄的支持。
- 2005年12月31日，甫辭去新潮流系總召的段宜康表態支持游錫堃。

## 議題
2005年12月，原新潮流系成員翁金珠接受林義雄的託付，宣佈參選民進黨主席；原新潮流系總召段宜康以「翁金珠未與新潮流報備即自行參選」為由，自認督導不周，辭去新潮流系總召，由洪奇昌代理總召。之後，由賴清德繼任新潮流系總召。
2005年12月15日，林義雄罕見地召開兩場記者會，發表一封給民進黨全體黨員的公開信與一封給陳水扁的公開信，明確建議總統府高層不宜參選民進黨主席。
2005年12月16日，林義雄發聲明稿呼籲民進黨全體黨員：曾經擔任總統、副總統、行政院院長，甚至有意參加2008年總統選舉的人，都不適合擔任新的民進黨主席。此言一出，林濁水批評林義雄「既沒有討論，也沒有說明理由，也不必共識，大家聽我的」，陳景峻回應「條件說是林前主席的期待，但是我們黨章有黨章的規定」，剛辭去行政院長職位參選民進黨主席的游錫堃則回應：「他（林義雄）在擔任主席任內，我印象最深刻就是他的無私與承擔。要參選主席，該走就走；對於忠於職務，勇於承擔；未來我會秉持這樣的原則，繼續走下去。」
翁金珠在政見發表會上說，就算蔡同榮已經不再是民視董事長，只要蔡同榮向民視說要調閱民視新聞的資料帶，民視就會立即調出資料帶給蔡同榮看，所以蔡同榮回家以後不必擔心看不到自己在電視上的表現。言下之意，是暗諷蔡同榮雖然已經辭去民視董事長的職位，但是在民視仍有影響力，並沒有完全退出民視的經營，依然可以用民視來包裝自己的形象。

## 選舉結果
1號游錫堃以25397票獲勝，得票率過半，为54.44％。2號蔡同榮得票為16846票，3號翁金珠得票為4406票。此次投票率僅有19.96％。
| 號次 | 候選人 | 得票數 | 得票率 | 當選 |
| ---- | ------ | ------ | ------ | ---- |
| 1    | 游錫堃 | 25,297 | 54.4%  |      |
| 2    | 蔡同榮 | 16,846 | 36.1%  |      |
| 3    | 翁金珠 | 4,406  | 9.4%   |      |

## 影響
顯而易見，游錫堃的當選，是象徵性著當權派／主流派仍然在民進黨維持權力。蘇貞昌被任為行政院長後，建立了「蘇游體制」，使蘇貞昌接班之路更堅固。
相反的，與執政主流派非常疏遠的林義雄所支持的翁金珠未能當選，加速林義雄離開民進黨。2006年1月24日，林義雄發表公開信《永為民主國家主人－為退出民主進步黨告同志書》，退出民進黨。